# Gramophonedzie
Gramophonedzie – serbski DJ pochodzący z Belgradu. Jego prawdziwe imię i nazwisko to Marko Milićević (serb. Марко Милићевић).

## Życiorys

### Wczesna kariera
Marko Milićević oficjalnie rozpoczął swoją karierę w roku 2000, kiedy to został wybrany na studia na Red Bull Music Academy w Irlandii. Następnie ukończył również projekcję dźwięku na Uniwersytecie w Belgradzie i zajął się tworzeniem muzyki do reklam, filmów oraz programów telewizyjnych.

### 2010-dzisiaj
1 marca 2010 został wypuszczony w Wielkiej Brytanii debutiancki singiel Gramophonedzie Why Don't You, 12 marca zdobywając 12. miejsce na UK Singles Chart. W tym samym roku Gramophonedzie otrzymał również Europejską Nagrodę Muzyczną MTV dla najlepszego adriatyckiego wykonawcy oraz został nominowany w nagrodzie Serbian Oscar Of Popularity.

## Dyskografia[3]

### Minialbumy
- Jackin' Beats EP Vol. 1 (2007)
- Swingin' With The Fishes! (2009)
- Gramophonedzilla (2014)

### Single
- Why Don't You (2010)
- Out of My Head (2010)
- Brazilian (2010)
- Yeah Yeah (2011)
- No Sugar (2012)
- Number One (2012)
- Not My Groove (2013)
- Funk You Up (2016)